# Metro Manila (film)
Metro Manila è un film del 2013 diretto da Sean Ellis.
La pellicola è di produzione britannico-filippina.

## Trama
Oscar, insieme alla sua famiglia, si trasferisce nella Metro Manila in cerca di una vita più dignitosa rispetto a quello che conduceva nelle risaie del nord delle Filippine. Nella metropoli, però, lui e i suoi cari finiscono vittime di manipolazione da parte degli abitanti locali, già temprati. In quel contesto Oscar deve cercare di sopravvivere e di lottare, nonostante abbia trovato anche un nuovo lavoro.

## Riconoscimenti
Il film è stato presentato al Sundance Film Festival 2013, dove ha vinto il premio nella sezione "World Cinema - Dramatic". Inoltre ha vinto tre British Independent Film Awards 2013, come miglior film, miglior regia e miglior produzione.